# Lepidanthrax euthemus
Lepidanthrax euthemus är en tvåvingeart som beskrevs av Hall 1976. Lepidanthrax euthemus ingår i släktet Lepidanthrax och familjen svävflugor. Inga underarter finns listade i Catalogue of Life.